# US Le Pontet
US Le Pontet Grand Avignon 84 is een Franse voetbalclub uit Le Pontet, in het departement Vaucluse.

## Geschiedenis
De club werd in 1980 opgericht als Olympique Pontétien. In 1984 wijzigde de club zijn naam naar Union sportive Le Pontet, wat in 2017 verlengd werd naar 	Union sportive Le Pontet Grand Avignon 84. 

## Bekende (ex-)spelers
- Irvin Cardona (jeugd)
- Mickaël Citony
- Romain Elie
- Julien Serrano (jeugd)